# Koło roku

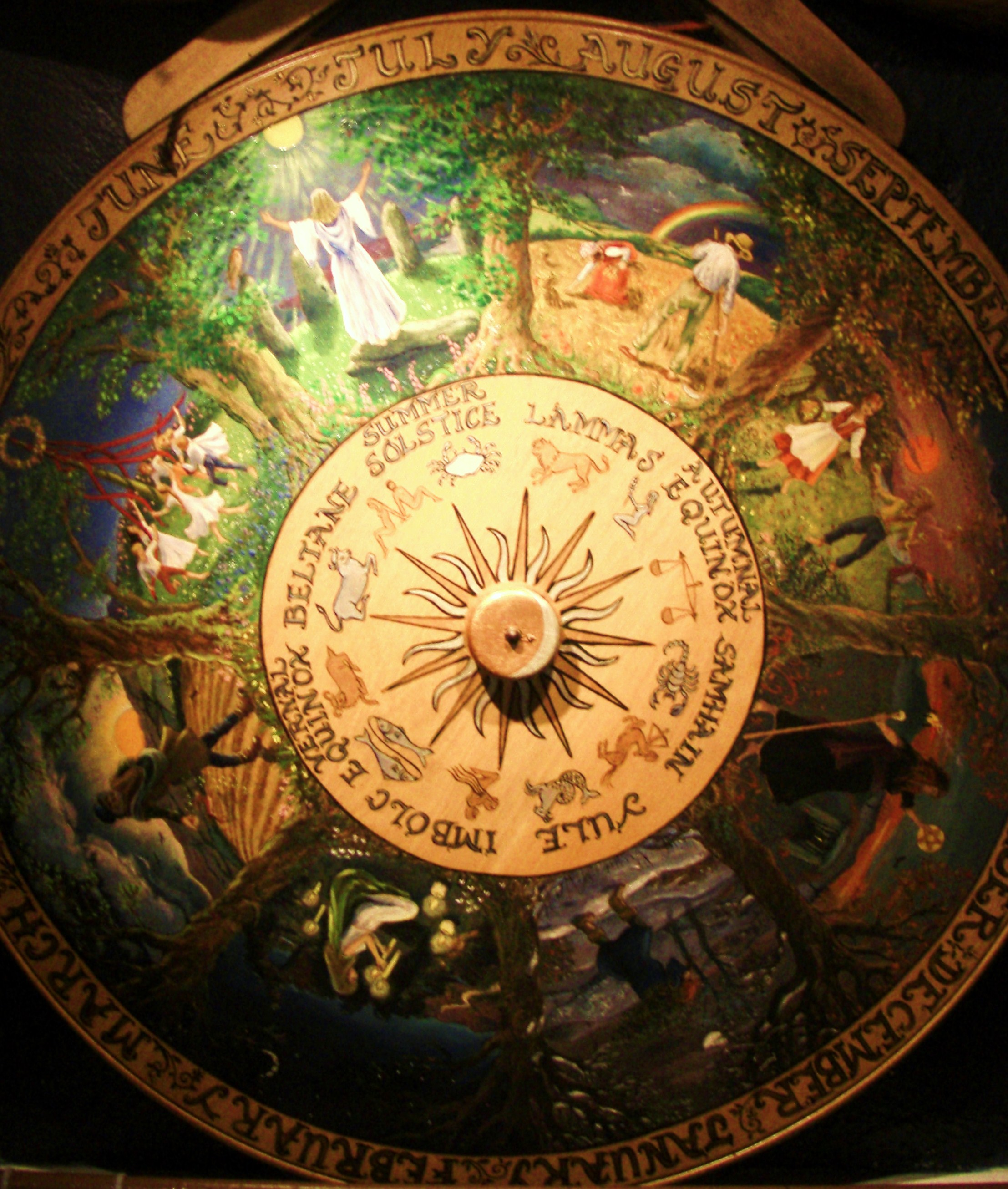
Koło roku (Wheel of the Year), Museum of Witchcraft and Magic, Boscastle, Kornwalia, Anglia

Koło roku – osiem świąt wikańskich, tzw. sabatów, związanych z porami roku.
Gardnerianie, aleksandryjczycy oraz wikanie eklektyczni świętują osiem sabatów, podczas gdy grupy związane z „Tradycyjnym Czarostwem” (ang. Traditional Witchcraft), takie jak Clan of Tubal Cain, obchodzą tylko cztery sabaty, zaś jeszcze inne, jak kornwalijska Ros an Bucca obchodzą sześć.
Cztery sabaty wspólne dla wszystkich grup to większe sabaty – są to dni „w pół drogi” między przesileniami i równonocami. Ich korzenie leżą w festiwalach organizowanych przez Celtów oraz inne ludy Europy. Margaret Murray, w książkach „Kult wiedźm w zachodniej Europie” (ang. The Witch-Cult in Western Europe; 1921) oraz „Bóg wiedźm” (ang. The God of the Witches; 1933), w których rozważała hipotezę pierwotnego kultu wiedźm, zauważyła, iż opisywane cztery święta przetrwały chrystianizację i były obchodzone przez pogańskie kulty Europy. Konsekwentnie, kiedy wicca była rozwijana od początku lat 30. do 60. XX wieku, wiele ze wczesnych grup, jak Clan of Tubal Cain Roberta Cochrane’a, czy kowen Bricket Wood Geralda Gardnera zaadaptowało wspomniane przez Murray praktyki. Gardner dodatkowo posłużył się angielskimi nazwami świąt: „cztery wielkie sabaty to Candlemas, May Eve, Lammas oraz Halloween”.
Cztery pozostałe mniejsze sabaty, zwane też „dniami ćwierciowymi” (ang. quarter days), przypadają na przesilenia i równonoce. Po raz pierwszy celebrował je kowen Gardnera w 1958 roku, nim zostały przyswojone przez inne koweny tej tradycji, a następnie inne tradycje jak wicca aleksandryjska i wicca dianiczna.
Nazwy tych świąt są powszechnie używane dzisiaj i pochodzą w większości z wierzeń Germanów i Celtów. Ich wygląd nie jest, w większości tradycji, próbą rekonstrukcji dawnych zwyczajów, a raczej czerpaniem z form uniwersalistycznych. Dlatego też rytuały mogą zawierać w sobie elementy zarówno święta, którego nazwę przyjmują, jak i całkowicie niezwiązane elementy kultur obcych.
| W/M      | Sabat                                 | Północna półkula              | Południowa półkula            | Korzenie                                                                                             | Związki                                                                             |
| -------- | ------------------------------------- | ----------------------------- | ----------------------------- | --- | ----------------------------------------------------------------------------------- |
| Większy  | Samhain                               | 31 października / 1 listopada | 30 kwietnia lub 1 maja        | Wierzenia celtyckie                                                                                  | Śmierć i przodkowie                                                                 |
| Mniejszy | Przesilenie zimowe (Yule)             | 20-23 grudnia                 | 19-23 czerwca                 | Wierzenia germańskie                                                                                 | Początek astronomicznej zimy, najkrótszy dzień roku (tzn. dni będą coraz dłuższe).  |
| Większy  | Imbolc                                | 1 lub 2 lutego                | 1 lub 2 sierpnia              | Wierzenia celtyckie                                                                                  | Pierwsze oznaki wiosny.                                                             |
| Mniejszy | Równonoc wiosenna (Ostara)            | 19-22 marca                   | 21-24 września                | Wierzenia germańskie                                                                                 | Początek astronomicznej wiosny, zrównanie dnia z nocą.                              |
| Większy  | Beltane                               | 30 kwietnia lub 1 maja        | 31 października / 1 listopada | Wierzenia celtyckie                                                                                  | Pełny rozkwit wiosny. Wróżki.                                                       |
| Mniejszy | Przesilenie letnie, Litha (Midsummer) | 19-23 czerwca                 | 20-23 grudnia                 | Obchodzone przez wiele kultur starożytnych.                                                          | Początek astronomicznego lata, najdłuższy dzień roku (tzn. dni będą coraz krótsze). |
| Większy  | Lughnasadh                            | 1 lub 2 sierpnia              | 1 lub 2 lutego                | Wierzenia celtyckie                                                                                  | Zbiory.                                                                             |
| Mniejszy | Równonoc jesienna (Mabon)             | 21-24 września                | 19-22 marca                   | Wierzenia celtyckie, słowiańskie Nazwa nawiązuje do imienia Mabona – postaci z mitologii walijskiej. | Początek astronomicznej jesieni, kolejne zrównanie dnia z nocą. Zbiory owoców.      |

Powyższych sabatów nie należy mylić z esbatami, które są dodatkowymi spotkaniami kowenów lub pomniejszymi świętami, mającymi miejsce podczas pełni i nowiów.